# Mnesipenthe ilione
Mnesipenthe ilione là một loài bướm đêm trong họ Geometridae.